# Trematotrochus corbicula
Trematotrochus corbicula är en korallart som först beskrevs av Pourtalès 1878.  Trematotrochus corbicula ingår i släktet Trematotrochus och familjen Turbinoliidae. Inga underarter finns listade i Catalogue of Life.